# نیبیرو
نیبیرو اصطلاحی در زبان اکدی به معنی تحت‌اللفظی نقطهٔ تقاطع است.
نیبیرو نامی است در طالع‌بینی و اخترشناسی بابلی‌ها که بعضی اوقات با ایزد مردوک همراه می‌شود. نیبیرو به عنوان یک شخصیت فرعی در خلق اشعار بابلی انوما الیش پدیدار می‌شود. این اشعار در کتابخانه آشوربانیپال، پادشاه آشور (۶۶۸-۶۲۷ پیش از میلاد) یافته شده‌است.

## اسطوره شناسی
ادعاها مبنی بر اینکه نیبیرو یک سیاره است و در ارتباط با اساطیر سومری‌ها شناخته می‌شود، توسط دانشمندانی (برخلاف نظر زکریا ستچین) که توجه آنها معطوف به مطالعات و ترجمه گزارش‌های بجامانده از میان‌رودان باستان می‌باشد، رد می‌گردد.

## لوح میخی
نیبیرو در یک لوح کامل به خط میخی با دقت بیشتری توصیف شده است:
نیبیرو که گفته می‌شود گذرگاه‌های آسمان و زمین را اشغال کرده است، زیرا همه بالا و پایین از نیبیرو می‌پرسند که آیا نمی‌توانند گذرگاه را پیدا کنند؟ نیبیرو ستاره مردوک است که خدایان در بهشت باعث دیده شدن آن شدند. نیبیرو به عنوان یک پست در نقطه عطف ایستاده است. دیگران در مورد پست نیبیرو می‌گویند: کسی که از وسط دریا (تیامت) بدون آرامش عبور کند، نامش نیبیرو باشد، زیرا مرکز آن را به دست گرفته است. مسیر ستارگان آسمان را باید بدون تغییر نگه داشت.